# Cicârlău (gmina)
Cicârlău – gmina w Rumunii, w okręgu Marmarosz. Obejmuje miejscowości Bârgău, Cicârlău, Handalu Ilbei i Ilba. W 2011 roku liczyła 3691 mieszkańców.